# Nationalbibliothek

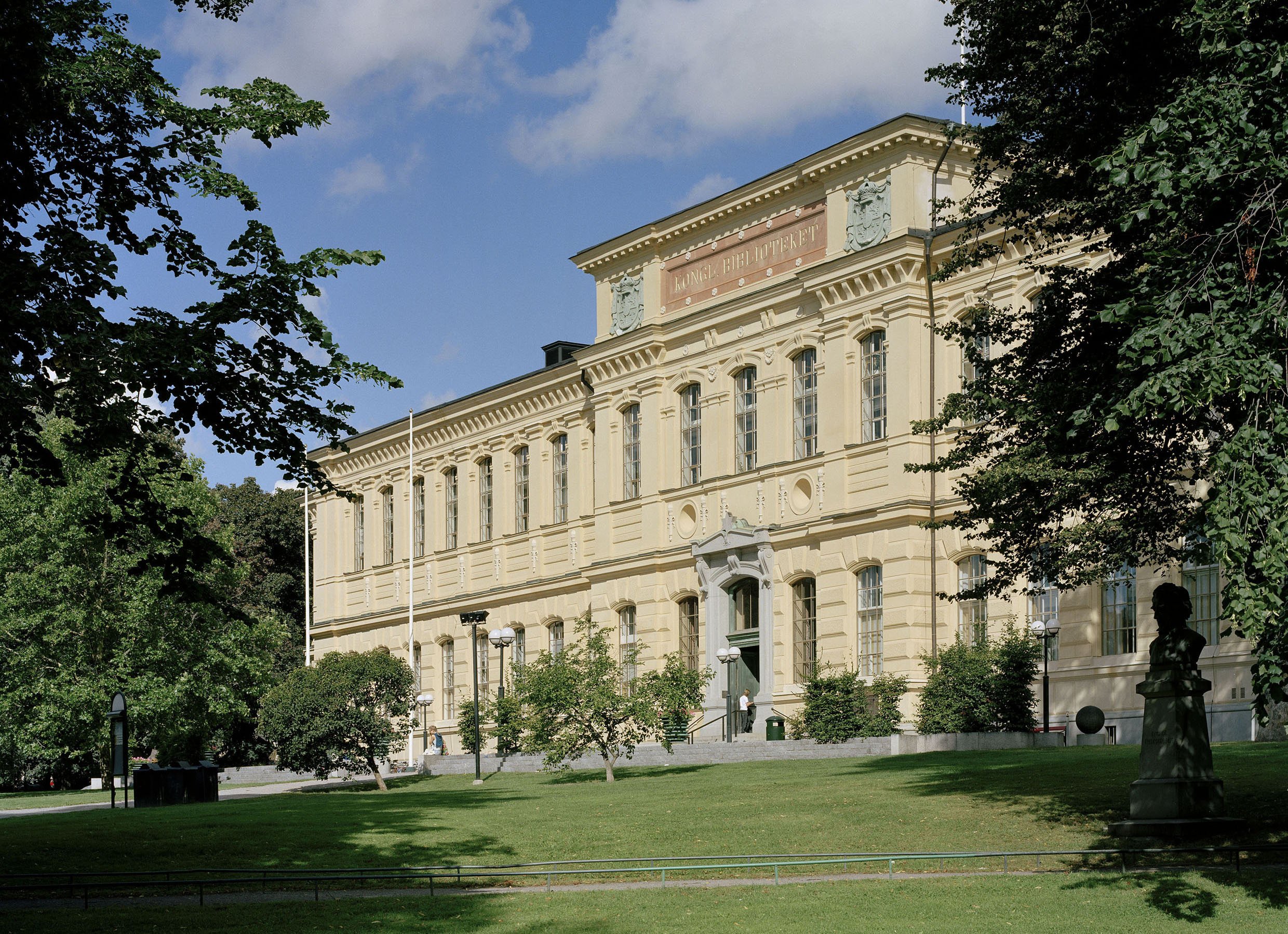
Königliche Bibliothek von Schweden in Stockholm

Eine Nationalbibliothek sammelt und archiviert als herausragende Bibliothek die gesamte Literatur eines Staats oder eines Sprachraums und verzeichnet diese in der Nationalbibliographie. Laut Definition der UNESCO hat eine Nationalbibliothek häufig auch die Aufgabe, die wichtigsten ausländischen Publikationen zu erwerben. Die Nationalbibliothek nimmt im Bibliothekswesen eines Landes oft eine koordinierende Rolle ein.
Die meisten Staaten besitzen Nationalbibliotheken (siehe Liste der Nationalbibliotheken). Sie kann auf mehrere Standorte verteilt sein, so die Deutsche Nationalbibliothek in Leipzig und Frankfurt am Main, oder es kann in einem Staat mehrere Nationalbibliotheken geben. Die größte Bibliothek dieser Art, die Library of Congress in Washington, D.C., ist eigentlich eine Parlamentsbibliothek.

## Geschichte
Nationalbibliotheken entstanden seit dem Aufkommen der Nationalstaaten Ende des 18. Jahrhunderts in Europa und hatten ihre „Blütezeit“ im langen 19. Jahrhundert „als Modellinstitution der Selbstverständigung und Vergewisserung der Nation“. Der Historiker Jörn Leonhard weist darauf hin, dass dieser Prozess Ausdruck und Motor der zugleich stattfindenden politisch-sozialen Zentralisierung, Homogenisierung und Hierarchisierung war, der auch die nationalen Mythen, Wissensbestände und Geschichtsbilder erfasste, und bezeichnet die Nationalbibliothek daher als „Zentralort der durch Texte imaginierten Nation“.
Dabei stand im Vordergrund, einer breiten und egalitär verstandenen bürgerlichen Öffentlichkeit Zugang zu Bildung verschaffen, was als nationale Aufgabe verstanden wurde. Zugleich dienten die als Vorbild geltenden englischen und französischen Institutionen dazu, den Vormachtanspruch der jeweiligen kulturellen Nation und ihrer weltweiten Mission zu transportieren, was die amerikanischen und russischen Nachahmer aufgriffen.
Durch die Ausweitung und Ausdifferenzierung der Wissenschaften verdrängten die Nationalbibliotheken zugleich private Gelehrtenbibliotheken und wurden zur „Letztinstanz und Basis der wissenschaftlichen Literaturrecherche“, indem durch Ankäufe (etwa aufgelassener Klosterbibliotheken) die trotz Pflichtexemplaren sehr lückenhaften Sammlungen in Richtung Vollständigkeit verdichtet wurden.
In Deutschland konkurrierten wegen der politischen und kulturellen Dezentralität, auch noch nach der Nationalstaatsbildung 1871, Berlin, München, Leipzig und später Frankfurt sowie verschiedene öffentliche und kommerzielle Institutionen miteinander, auch wenn die deutsche Nationalbewegung immer wieder das Ziel einer „literarischen Walhalla“ vorgab.

## Nationalbibliotheken in Europa
Die europäischen Nationalbibliotheken sind, bis auf die kosovarische und belarussische, über das gemeinsame Webportal The European Library (ehemals GABRIEL) zu erreichen. Dies sind:
| Staat / Land            | Nationalbibliothek(en) |
| ----------------------- | --- |
| Albanien                | Nationalbibliothek Albaniens |
| Andorra                 | Biblioteca Nacional d’Andorra |
| Armenien                | Armenische Nationalbibliothek (Հայաստանի Ազգային Գրադարան, Hayastani Azgayin Gradaran)                                                                   |
| Aserbaidschan           | Aserbaidschanische Nationalbibliothek (Mirzə Fətəli Axundov adına Azərbaycan Milli Kitabxanası)                                                          |
| Belarus                 | Nationalbibliothek von Belarus (Национальная библиотека Беларуси)                                                                                        |
| Belgien                 | Königliche Bibliothek Belgiens |
| Bosnien und Herzegowina | Nationalbibliothek Bosnien und Herzegowinas (Vijećnica)                                                                                                  |
| Bulgarien               | Nationalbibliothek der Heiligen Kyrill und Method |
| Dänemark                | Dänische Königliche Bibliothek Färöer: Landesbibliothek der Färöer Grönland: Nunatta Atuagaateqarfia                                                     |
| Deutschland             | Deutsche Nationalbibliothek |
| Estland                 | Estnische Nationalbibliothek |
| Finnland                | Finnische Nationalbibliothek, ehemals Universitätsbibliothek Helsinki                                                                                    |
| Frankreich              | Bibliothèque nationale de France Bibliothèque nationale et universitaire de Strasbourg                                                                   |
| Georgien                | Nationale Parlamentsbibliothek Georgiens (საქართველოს პარლამენტის ეროვნული ბიბლიოთეკა, sakartvelos p'arlament'is erovnuli bibliotek'i)                   |
| Griechenland            | Griechische Nationalbibliothek |
| Irland                  | Irische Nationalbibliothek |
| Island                  | National- und Universitätsbibliothek Islands |
| Italien                 | Biblioteca Nazionale Centrale di Firenze (Florenz) Biblioteca Nazionale Centrale di Roma (Rom)                                                           |
| Kosovo                  | National- und Universitätsbibliothek des Kosovo (BKUK)                                                                                                   |
| Kroatien                | National- und Universitätsbibliothek Zagreb (Nacionalna i sveučilišna knjižnica; NSK)                                                                    |
| Lettland                | Lettische Nationalbibliothek (Latvijas Nacionālā bibliotēka)                                                                                             |
| Liechtenstein           | Liechtensteinische Landesbibliothek |
| Litauen                 | Litauische Nationalbibliothek (Lietuvos nationaline Martyno Mažvydo biblioteka)                                                                          |
| Luxemburg               | Bibliothèque nationale du Luxembourg |
| Malta                   | Nationalbibliothek Malta (Bibljoteka Nazzjonali ta’ Malta)                                                                                               |
| Mazedonien              | Nationalbibliothek Mazedoniens (Национална и универзитетска библиотека „Св. Климент Охридски“, Narodna i univerzitetska biblioteka Sv. Kliment Ohridski) |
| Moldau                  | Nationalbibliothek der Republik Moldau (Biblioteca Națională a Republicii Moldova)                                                                       |
| Montenegro              | Nationalbibliothek Montenegros (Nacionalna biblioteka Crne Gore „Đurđe Crnojević“)                                                                       |
| Niederlande             | Königliche Bibliothek der Niederlande (Koninklijke Bibliotheek)                                                                                          |
| Norwegen                | Nasjonalbiblioteket (siehe auch Bibliothekswesen in Norwegen)                                                                                            |
| Österreich              | Österreichische Nationalbibliothek |
| Polen                   | Biblioteka Narodowa Jagiellonische Bibliothek |
| Portugal                | Biblioteca Nacional de Portugal |
| Rumänien                | Rumänische Nationalbibliothek (Biblioteca Națională a României)                                                                                          |
| Russland                | Russische Staatsbibliothek (Moskau) Russische Nationalbibliothek (Sankt Petersburg) Bibliothek des Präsidenten B. N. Jelzin (Sankt Petersburg)           |
| San Marino              | Biblioteca di Stato e Beni Librari |
| Schweden                | Königliche Bibliothek zu Stockholm |
| Schweiz                 | Schweizerische Nationalbibliothek |
| Serbien                 | Serbische Nationalbibliothek (Narodna Biblioteka Srbije)                                                                                                 |
| Slowakei                | Slowakische Nationalbibliothek in Martin |
| Slowenien               | Slowenische National- und Universitätsbibliothek (Narodna in univerzitetna knjižnica)                                                                    |
| Spanien                 | Spanische Nationalbibliothek |
| Tschechien              | Nationalbibliothek der Tschechischen Republik |
| Ukraine                 | Wernadskyj-Nationalbibliothek der Ukraine |
| Ungarn                  | Széchényi-Nationalbibliothek in Budapest (Országos Széchényi Könyvtár)                                                                                   |
| Vatikanstadt            | Vatikanische Apostolische Bibliothek |
| Vereinigtes Königreich  | British Library Schottland: National Library of Scotland, Edinburgh Wales: Nationalbibliothek von Wales                                                  |
| Zypern                  | Zypriotische Bibliothek (Κυπριακή Βιβλιοθήκη) |

## Nationalbibliotheken außerhalb Europas (Auswahl)
- Ägypten: Ägyptische Nationalbibliothek, Kairo
- Angola: Biblioteca Nacional de Angola, Luanda
- Argentinien: Nationalbibliothek der Republik Argentinien/Biblioteca Nacional de Aeronáutica, Buenos Aires
- Aruba: Biblioteca Nacional Aruba, Oranjestad
- Australien: National Library of Australia, Canberra
- Brasilien: Brasilianische Nationalbibliothek, Rio de Janeiro
- China: Chinesische Nationalbibliothek, Peking
- Costa Rica: Nationalbibliothek von Costa Rica, San José
- El Salvador: Nationalbibliothek El Salvadors, San Salvador
- Guinea-Bissau: Instituto Nacional de Estudos e Pesquisa, Biblioteca Pública, Bissau
- Guyana: National Library of Guyana, Georgetown
- Indien: Indische Nationalbibliothek, Kalkutta
- Indonesien: Nationalbibliothek der Republik Indonesien, Jakarta
- Irak: Nationalbibliothek und -archiv des Irak, Bagdad
- Iran: Iranische Nationalbibliothek, Teheran
- Israel: Israelische Nationalbibliothek, Jerusalem
- Japan: Nationale Parlamentsbibliothek, Tokio und Kyoto
- Kanada: Library and Archives Canada, Ottawa; Bibliothèque et Archives nationales du Québec, Montreal
- Kap Verde: Biblioteca Nacional de Cabo Verde, Praia
- Katar: Nationalbibliothek Katars, Education City und Doha
- Kolumbien: Kolumbianische Nationalbibliothek, Bogotá
- Madagaskar: Bibliothèque Nationale de Madagascar, Antananarivo
- Mosambik: Biblioteca Nacional de Moçambique, Maputo
- Namibia: Nationalbibliothek von Namibia, Windhoek
- Neuseeland: National Library of New Zealand, Wellington
- Nordkorea: Große Studienhalle des Volkes, Pjöngjang
- Pakistan: Pakistanische Nationalbibliothek, Islamabad
- Osttimor: Nationalbibliothek von Osttimor, Dili
- São Tomé und Príncipe: Biblioteca Nacional de São Tomé e Príncipe, São Tomé
- Thailand: Nationalbibliothek Thailands, Bangkok
- Tunesien: Nationalbibliothek Tunesiens, Tunis
- Türkei: Türkische Nationalbibliothek, Ankara
- Vereinigte Staaten: Library of Congress, Washington, D.C.; United States National Library of Medicine, Bethesda, MD